# Бад-Шандау
Бад-Шандау (нім. Bad Schandau, в.-луж. Žandow, Žandawa, чеськ. Žandov ) — місто в Німеччині, розташоване в землі Саксонія. Входить до складу району Саксонська Швейцарія — Східні Рудні Гори. Центр об'єднання громад Бад-Шандау.
Площа — 46,77 км2. Населення становить 3511 ос. (станом на 31 грудня 2020).

## Галерея

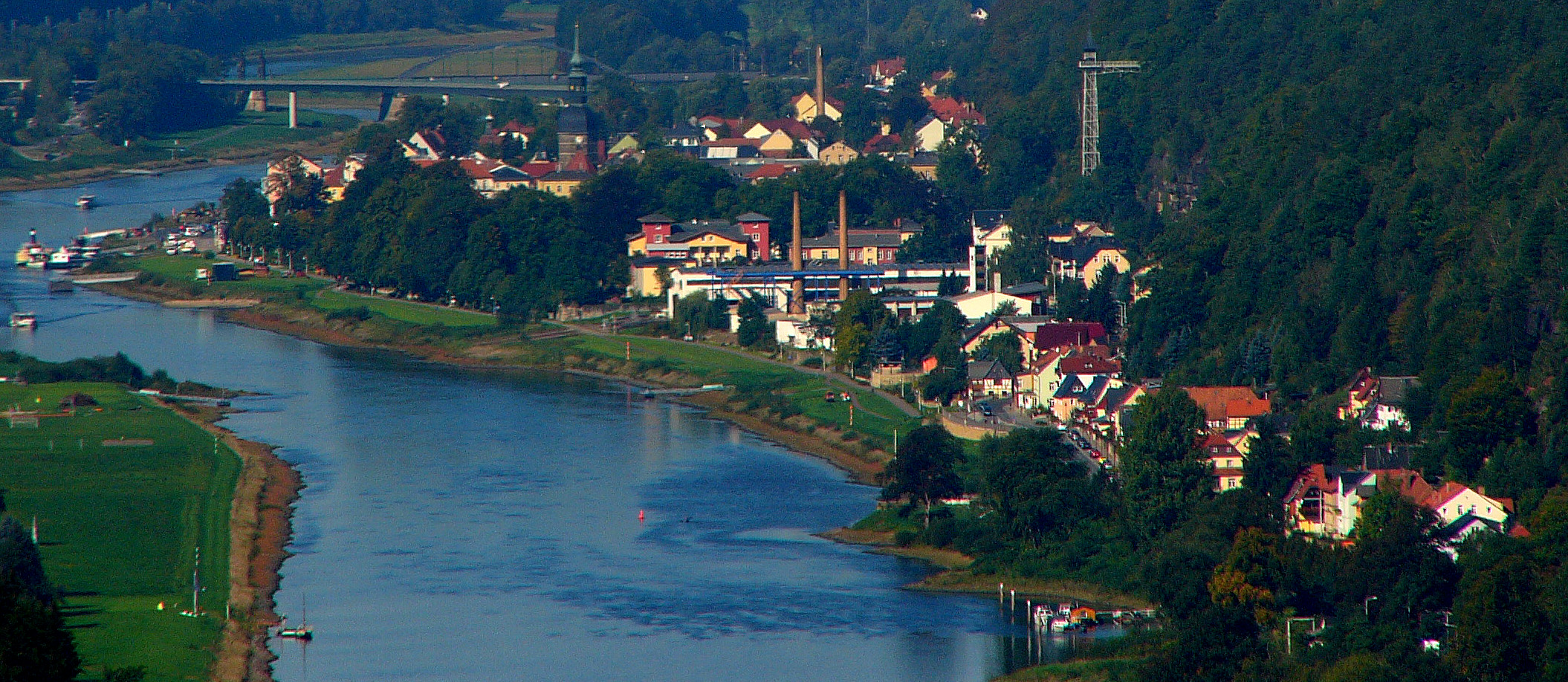
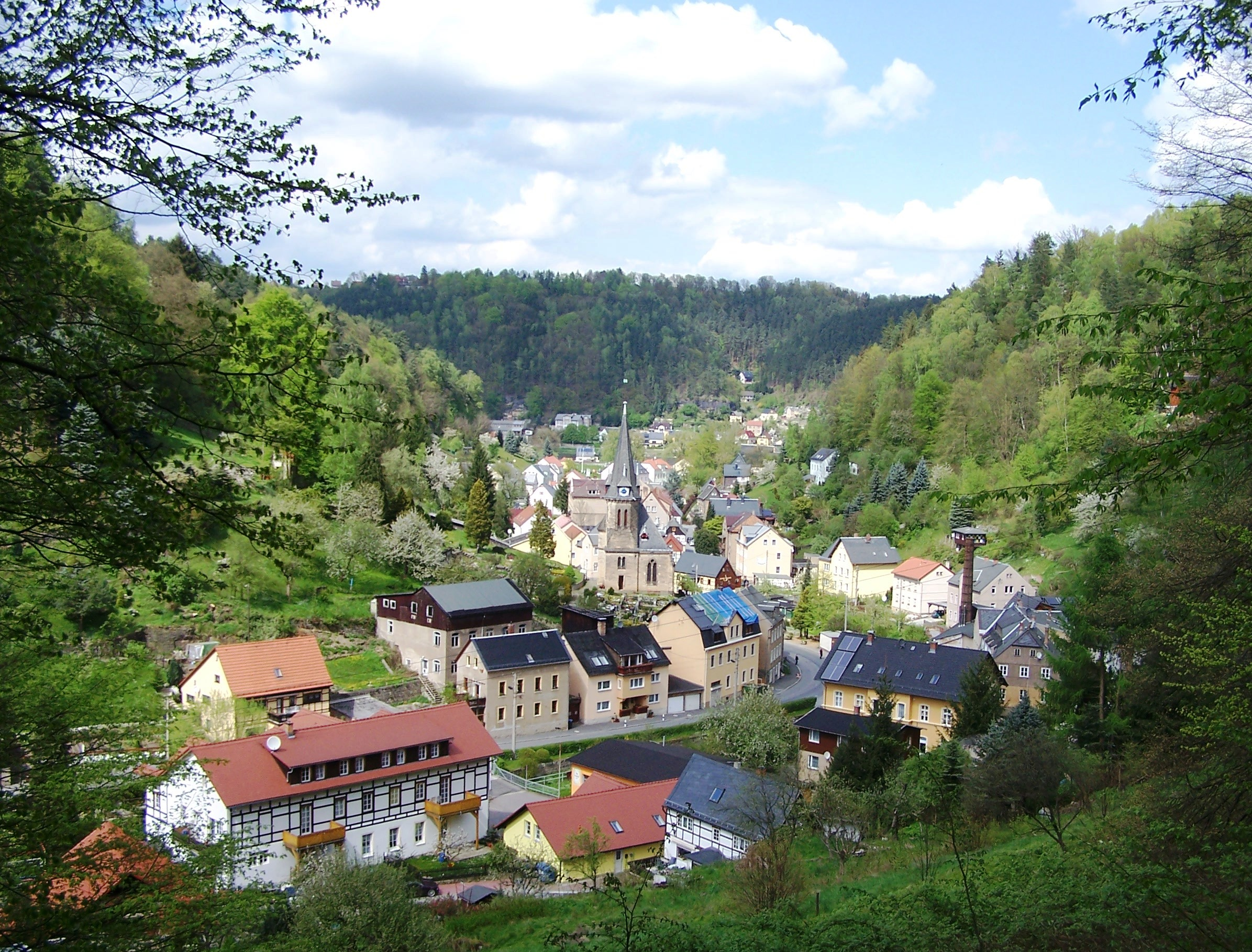
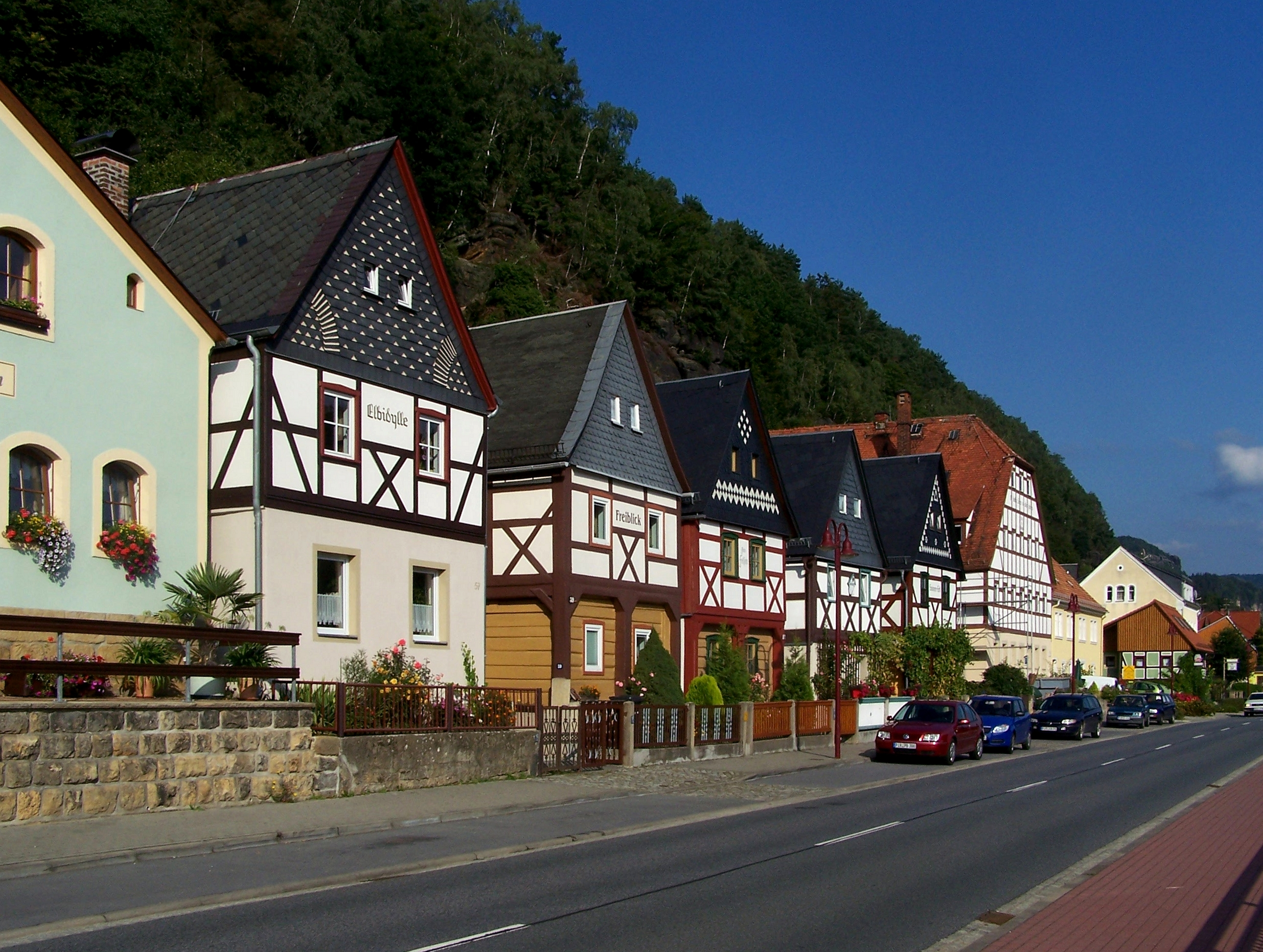
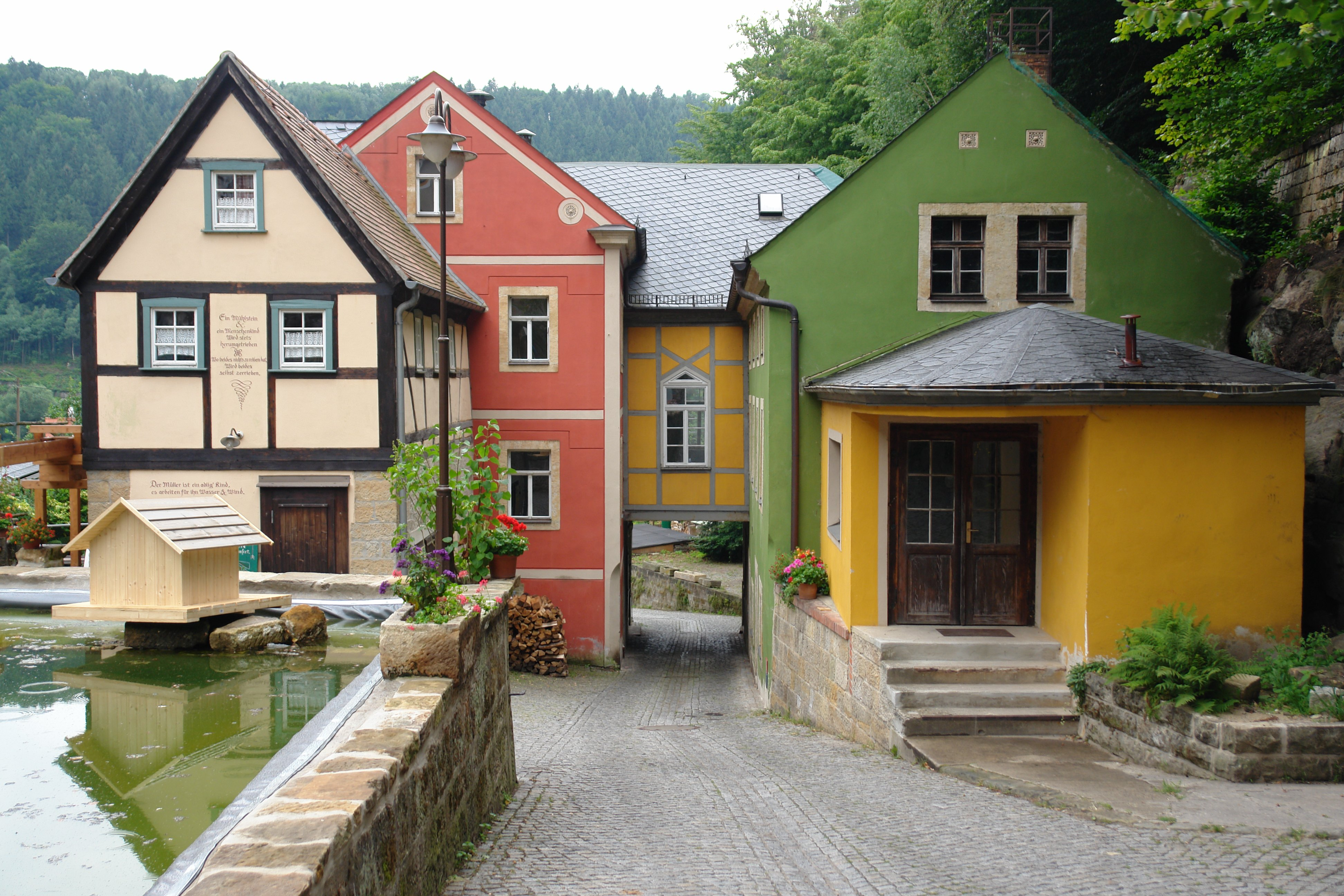
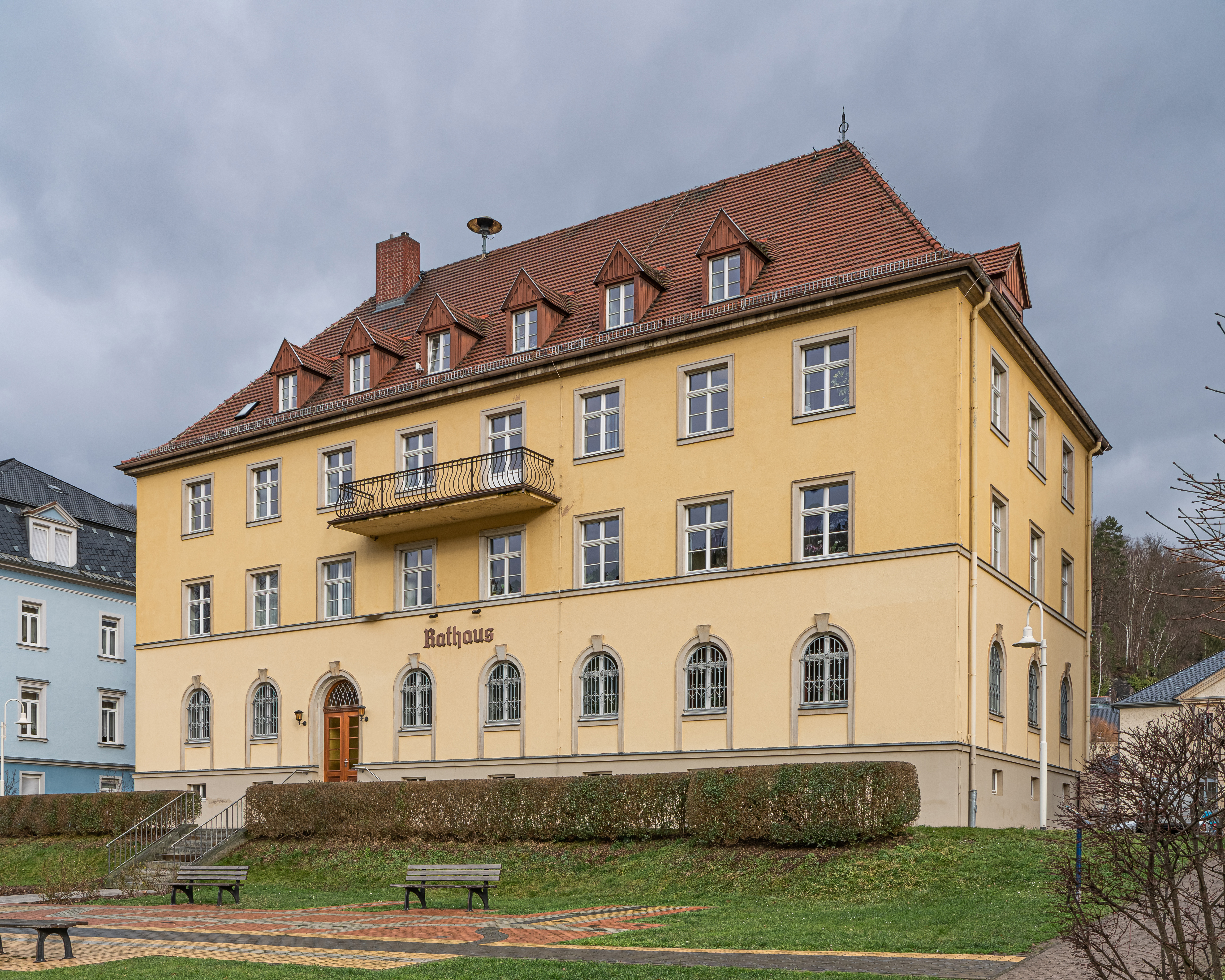
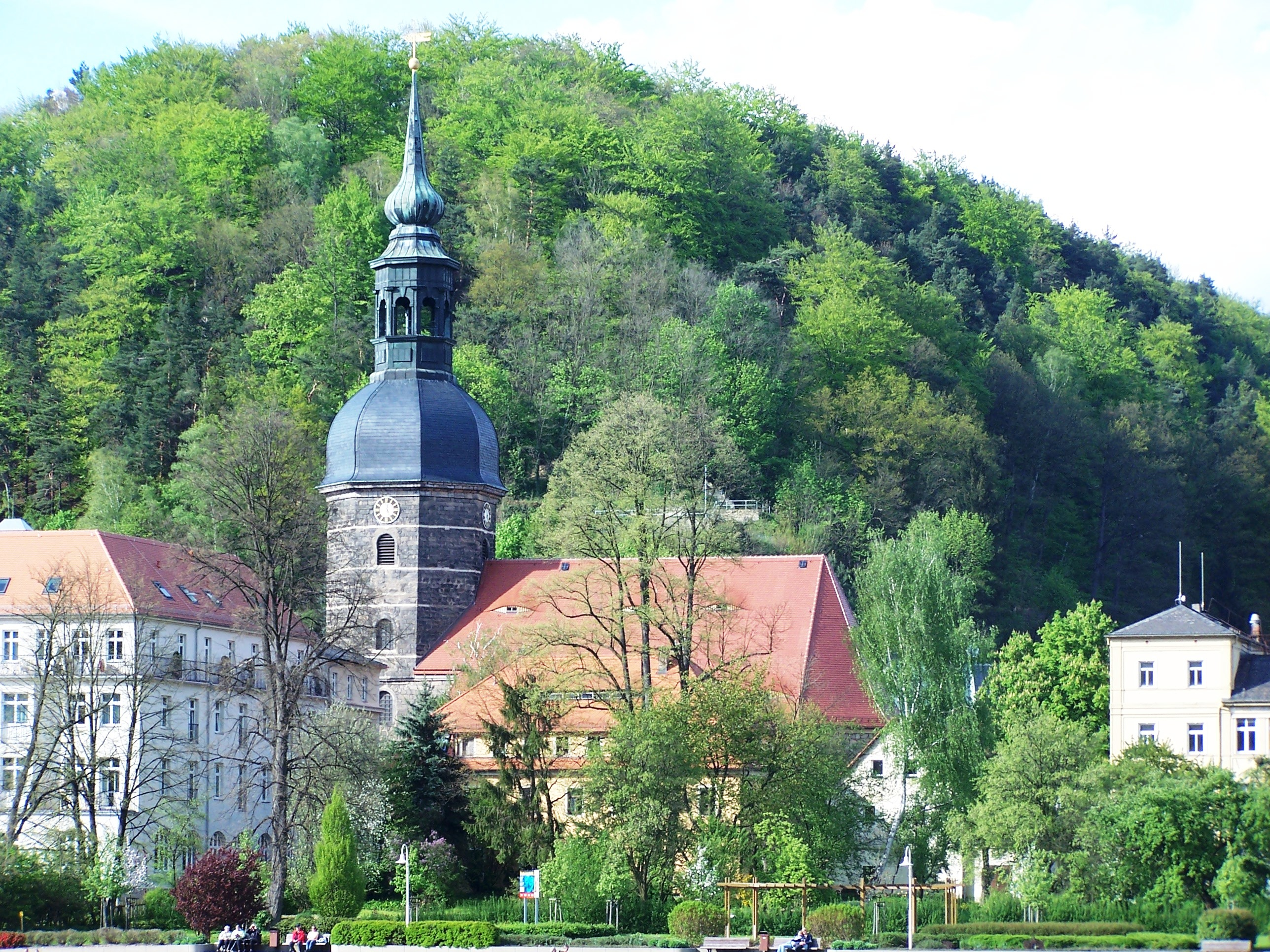